# (33991) Weixunjing
2000 NB28 (asteroide 33991) é um asteroide da cintura principal. Possui uma excentricidade de 0.13478030 e uma inclinação de 5.63044º.
Este asteroide foi descoberto no dia 3 de julho de 2000 por LINEAR em Socorro.